# Inger Louise Valle
Inger Louise Valle (28. november 1921 – 21. maj 2006) var en norsk politiker fra Arbeiderpartiet. Hun var forbruger- og administrationsminister fra 1971 til 1972, justitsminister fra 1973 til 1979, og kommunal- og arbejdsminister fra 1979 til 1980. Valle var leder af den norske Hovedkomite for FNs internationale kvindeår i 1975. 
Inger Louise Valle var Norges første forbrugerombudsmand, en stilling hun tiltrådte i 1971.
Valle er mor til professor Jan Grund.